# تیناکولا
تیناکولا (به لاتین: Tinakula) یک کوه در جزایر سلیمان است که در استان تموتو واقع شده‌است. تیناکولا ۸۵۱ متر بالاتر از سطح دریا واقع شده‌است.